# Louis Jolliet
Louis Jolliet (født 21. september 1645 nær byen Quebec i dagens Canada, død 22. maj 1700), også kendt som Louis Joliet, var en fransk-canadisk opdagelsesrejsende. Jolliet er vigtig på grund af sine opdagelser i Nord-Amerika. Jolliet og missionæren Fader Jacques Marquette, en katolsk præst, var de første hvide som udforskede og tegnede kort over Mississippifloden.